# Урускоджинская волость
Урускоджи́нская во́лость — административно-территориальная единица в составе Феодосийского уезда Таврической губернии. Образована 8 (20) октября 1802 года, как часть Таврической губернии, при реоганизации административного деления уездов, сохранявшегося со времён Крымского ханства, в основном, из территорий бывших Таманского, Карасубазарского каймаканства, и части Старокрымского кадылыков Кефинского каймаканства.
Располагалась в северной части уезда, в основном в долинах Биюк-Карасу и Салгира до берега Сиваша. Рельеф различался от северных отрогов Внутренней гряды Крымских гор на юге до присивашской степи на севере. Занимала территорию современного Нижнегорского района, западную часть Советского и небольшие участки Джанкойского и Белогорского районов.

## Население
На 1805 год население составило 6 073 человек, проживавших в 62 деревнях — одна из крупнейших волостей крыма. Национальный состав в Ведомости не прописан, только в 2 деревнях сделана приписка, что населяют ногаи.
В результате административно-территориальной реформы 1829 года волость была переименована, практически без изменений, в Бурюкскую.

## Состав волости на 1829 год
| - Аблеш - Аджи Бишер - Аджилар - Азамат - Аз Берды - Айкиш - Алич - Арганчук - Аталик Эли Бешкуртке - Байтуркмен - Бакальчик - Балчора - Барнаш - Барык - Бесет - Беш Кадана - Биюк Сайлар - Бультель - Бурюс - Дешаран | - Джайтамгали - Джан Бешкуртка - Джанкой - Джанкой Бешкуртке - Джапар - Казампир - Карики - Келечи - Кельсе Мечеть - Келю Диер - Керлеут - Кипчак - Кипчат - Киргиз Буйтен - Кирк - Кой-Эли - Кримча - Кутлуяр - Кучук Сайлар - Манай | - Мин - Муллакой - Мулла эли - Мушаш - Нуджалар - Пранша - Салин - Саргыл - Саурчи - Сертки Каджалаки - Сеткин - Тагай - Уруснуку - Урче Кодже - Учь Аба - Чагар - Челебилер - Чоле - Эльгери Каджалаки |

Волость существовала до земской реформы Александра II 1860-х годов.